# فيلغراستيم
فيلغراستيم هو عامل تحفيز مستعمرات الكريات البيض المأشوب تستعمل لحفيز تكاثر وتمايز الخلايا المحببة.
يعد فيلغراستيم دواء مماثلا لعامل تحفيز مستعمرات الخلايا المحببة الطبيعي، وينتج بواسطة تقنية الحمض النووي معاد التركيب. يحشر الجين المسؤول عن عامل تحفيز مستعمرات الخلايا المحببة الموجود في الإنسان في المادة الوراثية في الإشريكية القولونية، والعامل المنتج بواسطة الإشريكية القولونية مختلفا عن العامل المنتج طبيعيا في الإنسان.
تعد شركة أمجن أول من أنتج فيلغراستيم في عام 1991. ويعد أحد الأدوية المدرجة في قائمة منظمة الصحة العالمية للأدوية الأساسية. وقد حصل فيلغراستيم الذي تنتجه شركة ساندوز ترخيص إدارة الغذاء والدواء الأمريكية في عام 2015 ليكون مشابه حيوي في الولايات المتحدة رغم وجود عدة مشابهات حيوية مرخصة في الاتحاد الأوروبي منذ سنوات عدة.

## الاستعمالات
يستعمل في علاج قلة الخلايا المتعادلة الناتج عن العلاج الكيمياوي أو زراعة نخاع العظم، حيث أنه يحفز نخاع العظم لزيادة إنتاج الخلايا الحبيبية المتعادلة.
كما يستعمل لعراض زيادة الخلايا الجذعية المكونة للدم في الدم قبل عملية فصادة الكريات البيض المستعملة في زراعة نخاع العظم.

## التسويق
يتوفر فيلغراستيم عالميا بأسماء تجارية مختلفة، منها:
| الشركة                   | الاسم التجاري    |
| ------------------------ | ---------------- |
| Cadila Pharmaceuticals   | Filcad           |
| مختبرات أبوت             | Imumax           |
| مختبرات دكتور ريدي       | Grafeel          |
| Intas Biopharmaceuticals | Neukine          |
| أمجن                     | Neupogen         |
| Emcure Pharmaceuticals   | Emgrast          |
| Reliance Life Sciences   | Religrast        |
| نوفارتس                  | Zarzio أو Zarxio |
| Biocon                   | Nufil            |
| zydus                    | Colstim          |